# Rausu (Hokkaidō)
Rausu (jap. 羅臼町, -chō) ist eine Stadt in Japan. Sie liegt im Landkreis Menashi in der Unterpräfektur Nemuro in der japanischen Präfektur Hokkaidō.

## Geografie
Rausu liegt auf der südlichen Hälfte der Halbinsel Shiretoko. Kunashir, eine der vier zwischen Japan und Russland umstrittenen Kurilen-Inseln, ist von der Stadt aus zu sehen.

## Geschichte
1901 löst sich das Dorf Uebetsu (植別村, -mura) von der Gemeinde Shibetsu ab. 1923 folgt die Ernennung zur Gemeinde zweiter Klasse. 1930 wird Uembetsu wird in Rausu umbenannt. 1961 folgt die Ernennung zur chō.
Das Wort Rausu stammt aus der Ainu-Sprache von dem Wort ra-us-i (ラウㇱイ) was wohl „(niedriger) Ort mit Eingeweiden“ bedeutet und sich entweder darauf bezieht, dass hier Lachse oder Forellen laichten oder dass hier Wild erlegt wurde.